# Kabinet-De Geer II
Het kabinet-De Geer II (ook bekend als London I) was het Nederlandse kabinet van 10 augustus 1939 tot 3 september 1940. Het kabinet werd gevormd door de politieke partijen Roomsch-Katholieke Staatspartij (RKSP), Sociaal-Democratische Arbeiderspartij (SDAP), Anti-Revolutionaire Partij (ARP), Christelijk-Historische Unie (CHU) en de Vrijzinnig-Democratische Bond (VDB) na het ontslag van het kabinet-Colijn V op 27 juli 1939. Op 14 mei 1940 kort na de Duitse inval tijdens de Tweede Wereldoorlog vertrok het kabinet naar Londen waar Koningin Wilhelmina zich al bevond en werd het eerste van de vier Londense kabinetten gevormd die tijdens de Tweede Wereldoorlog de Nederlandse regering in ballingschap leidden. Jonkheer Dirk Jan de Geer was de laatste minister-president van Nederland die van adel was.

## Verloop
Net als het eerste kabinet-De Geer (1926-1929) kwam ook dit kabinet tot stand zónder voorafgaande verkiezingen. Het kabinet-De Geer II was het eerste kabinet waaraan sociaaldemocraten (SDAP, opgericht in 1894) deelnamen; tot dan waren ze door de andere partijen uitgesloten van regeringsdeelname. Op 13 mei 1940 hield het kabinet de laatste ministerraad in Nederland, in het Fort aan den Hoek van Holland, voordat werd uitgeweken naar Engeland. Koningin Wilhelmina was toen al vertrokken.

## Ambtsbekleders
| Ambtsbekleders                                | Ambtsbekleders             | Ambtsbekleders                                         | Ministers / Ministerie | Ministers / Ministerie              | Termijn                             | Partij |
| --------------------------------------------- | -------------------------- | ------------------------------------------------------ | ---------------------- | ----------------------------------- | ----------------------------------- | ------ |
|                                               | Dirk Jan de Geer           | jhr.mr. D.J. (Dirk Jan) de Geer (1870–1960)            | Voorzitter / Minister  | Algemene Zaken                      | 10 augustus 1939 – 3 september 1940 | CHU    |
| Minister                                      | Dirk Jan de Geer           | jhr.mr. D.J. (Dirk Jan) de Geer (1870–1960)            | Financiën              |                                     | 10 augustus 1939 – 3 september 1940 | CHU    |
|                                               | H. (Hendrik) van Boeijen   | H. (Hendrik) van Boeijen (1889–1947)                   | Minister               | Binnenlandse Zaken                  | 24 juni 1937 – 31 mei 1944          | CHU    |
|                                               | E.N. (Eelco) van Kleffens  | mr. E.N. (Eelco) van Kleffens (1894–1983)              | Minister               | Buitenlandse Zaken                  | 10 augustus 1939 – 1 maart 1946     | O      |
|                                               | P.S. (Pieter) Gerbrandy    | mr.dr. P.S. (Pieter) Gerbrandy (1885–1961)             | Minister               | Justitie                            | 10 augustus 1939 – 21 februari 1942 | ARP    |
|                                               | M.P.L. (Max) Steenberghe   | mr. M.P.L. (Max) Steenberghe (1899–1972)               | Minister               | Economische Zaken                   | 10 augustus 1939 – 10 mei 1940      | RKSP   |
| Handel, Nijverheid en Scheepvaart             | M.P.L. (Max) Steenberghe   | mr. M.P.L. (Max) Steenberghe (1899–1972)               | Minister               | 10 mei 1940 – 17 november 1941      |                                     | RKSP   |
|                                               | A.Q.H. (Adriaan) Dijxhoorn | generaal–majoor A.Q.H. (Adriaan) Dijxhoorn (1889–1953) | Minister               | Defensie                            | 10 augustus 1939 – 12 juni 1941     | O      |
|                                               | J. (Jan) van den Tempel    | dr. J. (Jan) van den Tempel (1877–1955)                | Minister               | Sociale Zaken                       | 10 augustus 1939 – 23 februari 1945 | SDAP   |
|                                               | G. (Gerrit) Bolkestein     | G. (Gerrit) Bolkestein (1871–1956)                     | Minister               | Onderwijs, Kunsten en Wetenschappen | 10 augustus 1939 – 25 juni 1945     | VDB    |
|                                               | J.W. (Willem) Albarda      | ir. J.W. (Willem) Albarda (1877–1957)                  | Minister               | Waterstaat                          | 10 augustus 1939 – 23 februari 1945 | SDAP   |
|                                               | A.A. (Aat) van Rhijn       | mr.dr. A.A. (Aat) van Rhijn (1892–1986)                | Minister               | Landbouw en Visserij                | 10 mei 1940 – 1 mei 1941            | CHU    |
|                                               | Ch.J.I.M. (Charles) Welter | Ch.J.I.M. (Charles) Welter (1880–1972)                 | Minister               | Koloniën                            | 10 augustus 1939 – 17 november 1941 | RKSP   |
| Bron: Kabinet-De Geer II Parlement & Politiek |                            |                                                        |                        |                                     |                                     |        |

## Kabinetsformatie
- Ontslagaanvraag vorig kabinet Colijn V : 27 juli 1939
- Formateur: jhr.mr. D.J. (Dirk Jan) de Geer (CHU)
- Duur formatie: 6 dagen (4 augustus 1939 – 10 augustus 1939)
- Beëdiging kabinet: 10 augustus 1939

## Reden ontslagaanvraag
Op 26 augustus 1940 diende het kabinet zijn ontslag in nadat koningin Wilhelmina het vertrouwen in de voorzitter van de ministerraad Dirk Jan de Geer had opgezegd.